# Ruhrstahl Geräteträger

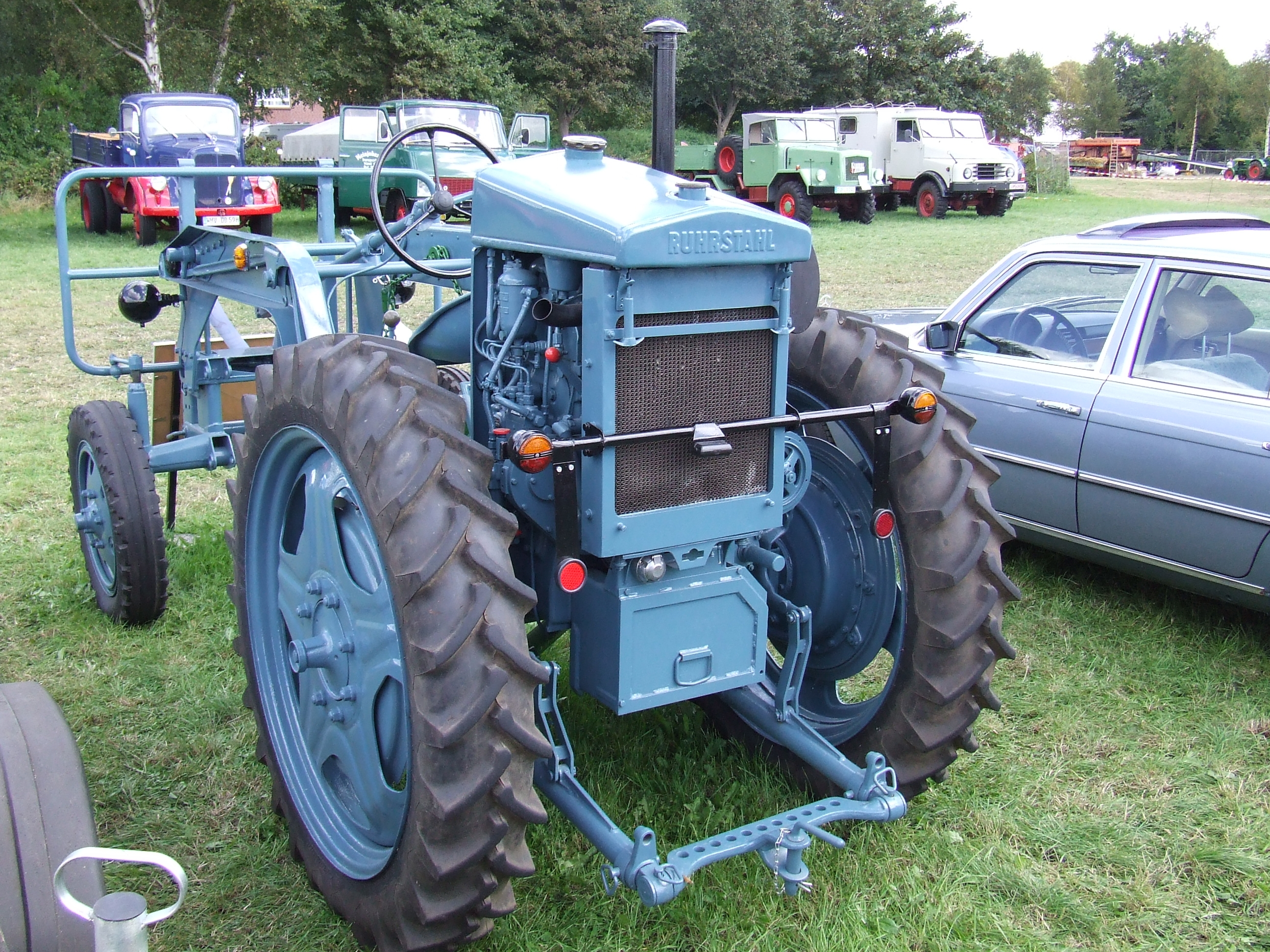
Ruhrstahl Geräteträger Rückfrontansicht

Der Ruhrstahl Geräteträger war ein universell einsetzbarer Traktor, der zur Sondergattung der Geräteträger gehört. Er wurde von der Ruhrstahl AG 1951 auf den Markt gebracht, um als ehemaliges Rüstungsunternehmen den Produktionsbeschränkungen der Alliierten nach dem Zweiten Weltkrieg aus dem Wege zu gehen. Gebaut wurden insgesamt nur rund 500 Exemplare.
Entwickelt wurde er von Heinrich Hildebrand, der in der Pflugfabrik Hildebrand in Unna schon 1927 einen Motorkipppflug entwickelt hatte, in dem viele der späteren Funktionen des Geräteträgers schon vorweggenommen waren. Obwohl von diesem nur ein Prototyp gebaut worden war, entwickelte Hildebrand das Konzept weiter. Der Geräteträger wurde erstmals 1951 auf der DLG-Ausstellung in Hamburg vorgestellt. Jahre später bekam Ruhrstahl von der DLG den Großen Preis für die Rationalisierung der ländlichen Bodenarbeit. Ein Verkaufserfolg wurde der Ruhrstahl wohl in erster Linie wegen des hohen Preises von 19.000 DM nicht. Somit war er für kleinere Landwirte zu teuer, während größere eine stärkere Motorleistung benötigten. Er blieb ein Nischenprodukt für den Anbau von Hackfrüchten und Sonderkulturen. 1956 wurde die Produktion wieder eingestellt, nachdem es der Ruhrstahl AG durch die Aufhebung der Produktionsbeschränkungen ermöglicht wurde, Produkte mit einer höheren Wertschöpfung zu produzieren.
Sein System eines universeller einsetzbaren Traktors basierte im Unterschied zu Standardtraktoren darauf, dass zwei hochgezogene Holme die Vorderachse mit dem Rest des Fahrzeugs verbinden und der Sitz vor dem Motor auf der Hinterachse angeordnet ist. Dadurch konnten zwischen den Achsen Geräte angebaut werden wie Hackgeräte, Vielfachgeräte, Eggen, Drillmaschinen oder 
Pflanzmaschinen. An der Rückseite ließen sich, genau wie bei anderen Traktoren, diverse Geräte anbauen. Der Ruhrstahl Geräteträger hatte allerdings noch keine Dreipunkthydraulik. Das Konzept mit der freien Sicht nach vorne bot die Möglichkeit, vorne Frontlader, Mähwerke oder eine kleine Ladefläche zu montieren. 
Insgesamt standen drei Zapfwellenantriebe zur Verfügung, um Seitenmähwerke, Seilwinden, Düngerstreuer, Rübenheber und anderes anzutreiben.
Eine weitere Besonderheit des Geräteträgers war es, dass er kein Gaspedal hatte, sondern nur einen  Handgashebel am Lenkrad. Die weitere Ausstattung bestand aus einer herstellereigenen Vierpunkthydraulik, einer höhenverstellbaren Anhängerkupplung, Spurlockerern und einer Riemenscheibe.

## Technische Daten
Hersteller: Ruhrstahl AG, Annener Gussstahlwerk Witten
Motoren: Diesel:Henschel Typ 515, (20 PS)
Getriebe: 4-Gang vorwärts und rückwärts; 3, 6, 8 und 16 km/h
Radstand: 2200 mm
Gewicht: 1300 kg